# 申昆路公交停车场
申昆路公交停车场，即申昆路枢纽站，位于上海市闵行区高虹路七莘路路口。该站点为上海公交71路及区间车、835路、闵行33路及多条通往青浦区专线线路的枢纽站，同时是延安路中运量公交系统主线、支线公交车的停车场、维护场所，由上海交通投资（集团）有限公司漕宝停车场管理分公司和上海巴士第三公共交通有限公司共同维护。
2017年6月，巴士三公司表示，将新辟申昆路枢纽至虹桥枢纽的短驳环线，即835路，缓解虹桥机场2号航站楼、虹桥火车站的客流疏散压力。

## 场站構造

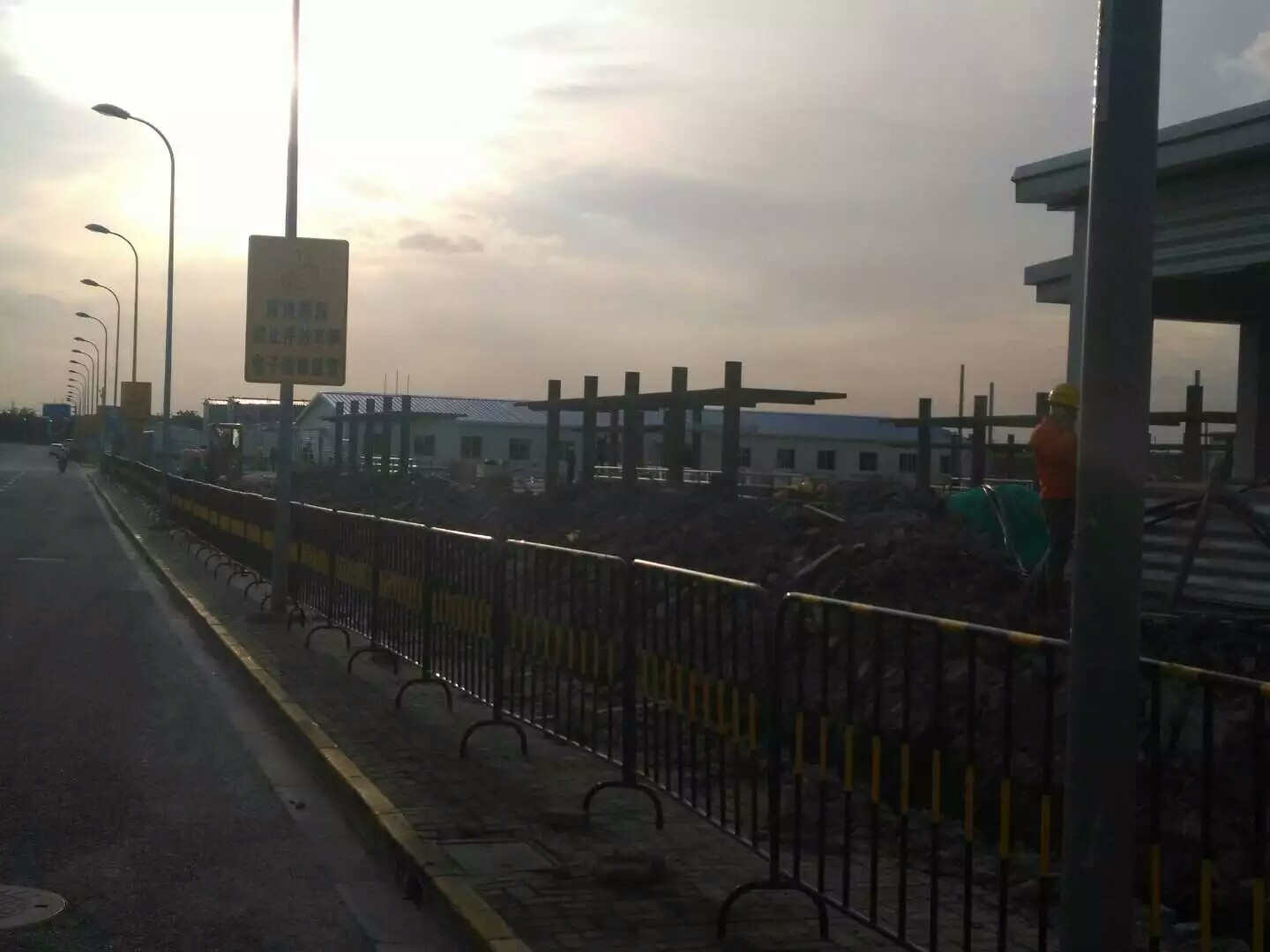
在建的申昆路枢纽站，可见沪朱专线、闵行33路候车棚

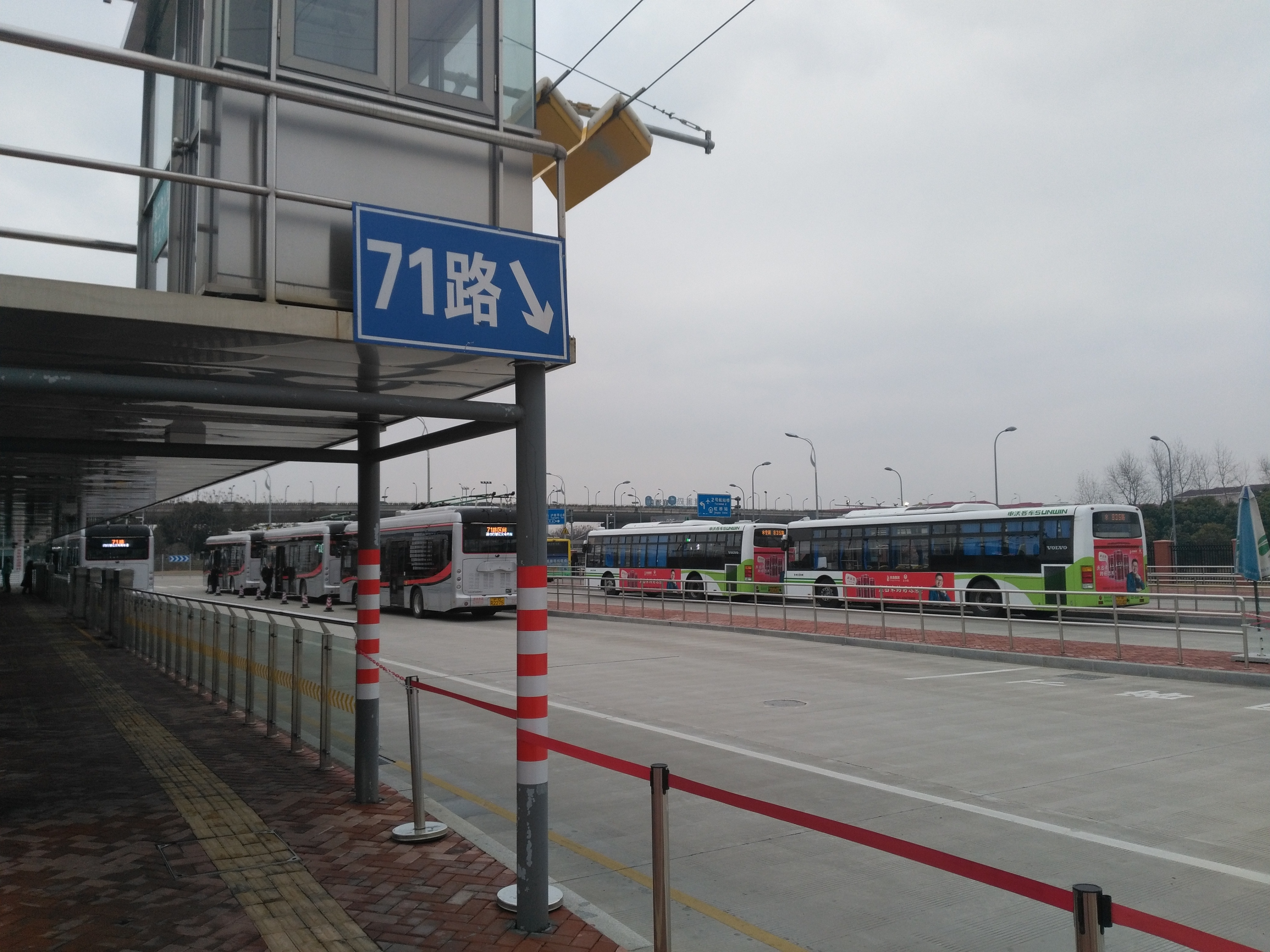
71路站台和煤精亭

该站点为枢纽站，设置了四个岛式月台，71路站台设有半高屏蔽门，东侧设有厕所，开工于2016年6月25日，于2017年1月30日清晨正式投入使用。
申昆路公交停车场  月台、车道配置
| 下行 → | ■71路                                       | 延安东路外滩站方向             |
| 下行 → | ■71路区间车                                 | 黄陂北路站方向                 |
|        | 站台（未使用）                              |                                |
| 下行 → | ■835路（含进博会短驳车）                    | 虹桥枢纽方向                   |
| 下行 → | ■闵行33路                                   | 七宝、七莘路站方向             |
|        | 835路站台                                   | 闵行33路站台                   |
| 上行 → | ■沪朱专线（停运）                           | 朱家角方向                     |
| 上行 → | ■851路（原沪青盈专线）、■沪莲专线（已停运） | 青浦城区、莲盛、盈港汽车站方向 |
|        | 专线站台                                    | 调度室②                        |

## 场站出口
这个车站有两个出入口。
- 东出口位于高虹路近七莘路，为车辆出口和行人入口。
- 西入口位于高虹路近申昆路，为车辆入口。

## 周边设施
- 站点西面：华翔绿地
- 站点北面：机场三路隧道
- 站点东面：虹渝高架路